# Asnières-la-Giraud

Asnières-la-Giraud este o comună în departamentul Charente-Maritime, Franța. În 1 ianuarie 2022 avea o populație de 980 de locuitori.